# Златовръшки юнак
Вижте пояснителната страница за други значения на Златовръх.
Българското отоманско гимнастическо дружество „Златовръшки юнак“ е юнашко дружество, съществувало в Прилеп, тогава в Османската империя. Основано е в 1909 година след реформите на Младотурската революция от 1908 година.
Инициатор е Ил. Атанасов, който организира прилепската младеж в спортно дружество. Той става главатар на дружеството с помощник учител Тинев. Дружеството приема свой устав, има знаме и формено облекло за юнаците, с шапки от бяла кожа и червено-бели ленти през рамо.
Юнашкото дружество се сдобива и с музика, 12 – 13 инструмента на стойност 80 лири. При сливането с оркестъра се получава комплект от 40 музикални инструмента и много голям ефект. Прилепчани се гордеят много с юнаците и музиката и не жалят сили и средства за успеха на начинанието.
През 1910 година по време на обезоръжителната акция дружеството е забранено, както и музиката.
Към 1912 година председател е Илия Антонов, а секретар – А. Константинов. През юни същата година дружеството предлага учредителният конгрес на отоманските гимнастически дружества да се проведе на 15 юли не в Солун, а в Битоля като по-централно място за всички дружества.
Музиката се възстановява през Балканската война. При посрещането на сръбския престолонаследник (бъдещ крал) в града прилепчани изпращат музиката да свири в негова чест при квартирата му. Тъй като не знаят сръбския марш, музикантите изсвирват българския национален химн „Шуми Марица“. Престолонаследникът веднага разпорежда да спрат и да си заминат. По-късно са конфискувани музикалните инструменти, за да не се чува повече българска музика.